# Kepenuhan Timur
Kepenuhan Timur is een bestuurslaag in het regentschap Rokan Hulu van de provincie Riau, Indonesië. Kepenuhan Timur telt 2176 inwoners (volkstelling 2010).